# Bichlberg (Türnitzer Alpen)

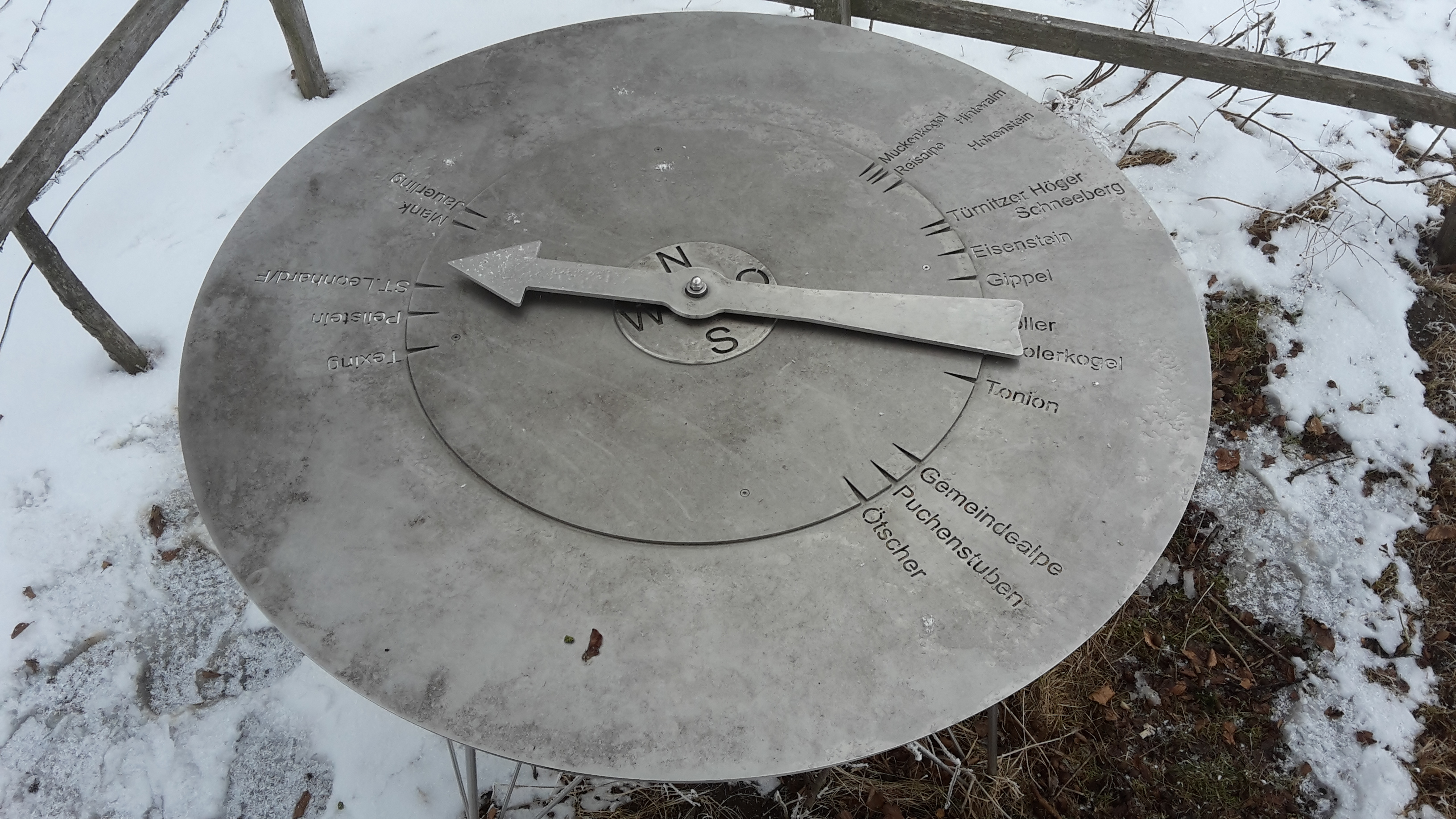
Drehbarer Richtungsweiser am Bichlberg.

Der Bichlberg ist ein 859 m ü. A. hoher Berg und Höhenrücken in den Türnitzer Alpen im südlichen Niederösterreich. Auf seinem Gipfel steht eine kleine Holzhütte, die vom Kameradschaftsbund Kirchberg an der Pielach aufgestellt wurde. Neben diesem Bauwerk befindet sich ein drehbarer runder Wegweiser aus Metall, der als Orientierungstisch ausgeführt ist und wo einige Berge und Orte beschrieben sind.

## Lage
Das Gebiet um den Bichlberg befindet sich in den Gemeinden Kirchberg an der Pielach, Texingtal und Frankenfels. Vom Gipfel kann man bei gutem Wetter neben dem Ötscher, dem Schneeberg, der Tonion, dem Göller oder dem Gippel auch den Peilstein sehen.

## Aufstiege
- von Schwerbach in Kirchberg an der Pielach, 380 m ü. A., etwa 2 Stunden Gehzeit
- von der Tiefgrabenrotte beim Feuerwehrhaus Weißenburg, 450 m ü. A., etwa 1,5 Stunden Gehzeit
- von St. Gotthard in Texingtal, 450 m ü. A., etwa 1,5 Stunden Gehzeit

Der Übergang zur Grüntalkogelhütte über den Yetisteig oder Ober-Brandgraben und das Schwabeck-Kreuz oder zur Luft über den Großen Pielachtaler Rundwanderweg 652 ist auch möglich.

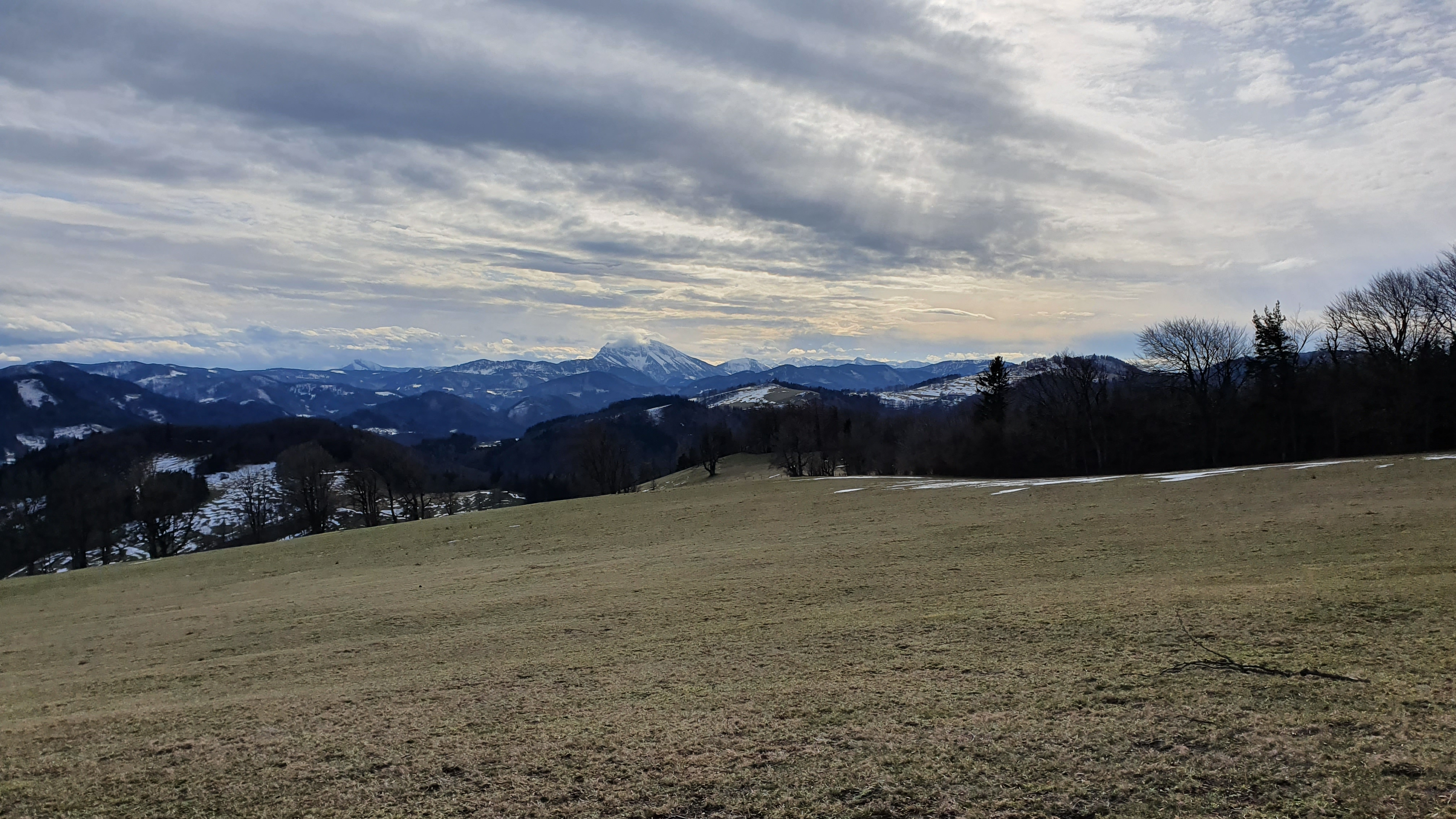
Blick vom Bichlberg nach Südwesten. Gut zu erkennen ist der Ötscher in der Bildmitte.

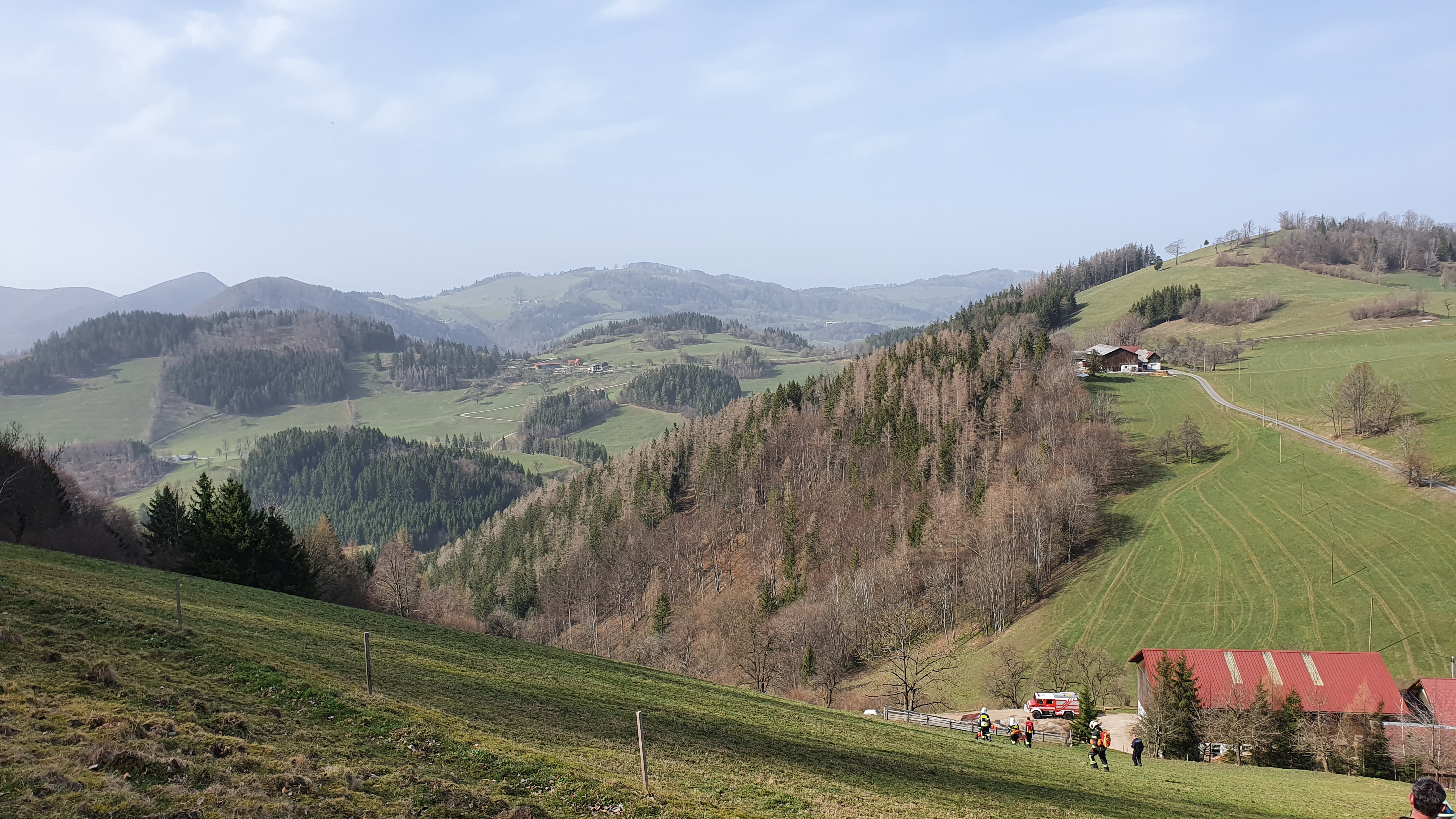
Bichlberg in Bildmitte hinten von Loich aus Südosten gesehen.